# Courtenay (Isère)
Pour les articles homonymes, voir Courtenay.
Courtenay est une commune française située dans le département de l'Isère en région Auvergne-Rhône-Alpes.
Autrefois rattachée à l'ancienne province royale du Dauphiné, la commune fut d'abord adhérente à la communauté de communes du Pays des Couleurs, avant de rejoindre, à la suite de la fusion de plusieurs intercommunalités, la communauté de communes Les Balcons du Dauphiné en 2017.
Ses habitants sont dénommés les Cortenariauds.

## Géographie

### Situation et description
Géographiquement, le territoire du Nord-Isère dans lequel se situe la commune de Courtenay chevauche les collines calcaires du flanc oriental de l'Isle Crémieu et les Terres Basses de Morestel-Bourgoin.
À Lancin et Arandon, sur les communes de Courtenay et Arandon-Passins, se trouve l'espace naturel sensible de la Save de 42 hectares, qui inclut une grande partie des trois étangs de la Serre,.

### Climat
Pour des articles plus généraux, voir Climat d'Auvergne-Rhône-Alpes et Climat de l'Isère.
En 2010, le climat de la commune est de type climat des marges montargnardes, selon une étude du Centre national de la recherche scientifique s'appuyant sur une série de données couvrant la période 1971-2000. En 2020, Météo-France publie une typologie des climats de la France métropolitaine dans laquelle la commune est exposée à un climat de montagne ou de marges de montagne et est dans la région climatique  Alpes du nord, caractérisée par une pluviométrie annuelle de 1 200 à 1 500 mm, irrégulièrement répartie en été.
Pour la période 1971-2000, la température annuelle moyenne est de 11,1 °C, avec une amplitude thermique annuelle de 17,7 °C. Le cumul annuel moyen de précipitations est de 1 079 mm, avec 10,2 jours de précipitations en janvier et 7 jours en juillet. Pour la période 1991-2020, la température moyenne annuelle observée sur la station météorologique de Météo-France la plus proche, « Montagnieu », sur la commune de Montagnieu à 10 km à vol d'oiseau, est de 12,4 °C et le cumul annuel moyen de précipitations est de 1 099,9 mm,. Pour l'avenir, les paramètres climatiques de la commune estimés pour 2050 selon différents scénarios d'émission de gaz à effet de serre sont consultables sur un site dédié publié par Météo-France en novembre 2022.

### Voies de communication
La route nationale 75 était une route nationale française reliant Bourg-en-Bresse à Sisteron. Cette route, qui a été déclassée en route départementale (RD 1075) en 2006, traverse la commune selon un axe nord-sud.

## Urbanisme

### Typologie
Au 1er janvier 2024, Courtenay est catégorisée commune rurale à habitat dispersé, selon la nouvelle grille communale de densité à sept niveaux définie par l'Insee en 2022.
Elle est située hors unité urbaine et hors attraction des villes,.

### Occupation des sols
L'occupation des sols de la commune, telle qu'elle ressort de la base de données européenne d’occupation biophysique des sols Corine Land Cover (CLC), est marquée par l'importance des territoires agricoles (58,3 % en 2018), en diminution par rapport à 1990 (59,7 %). La répartition détaillée en 2018 est la suivante :
terres arables (35 %), forêts (32,7 %), zones agricoles hétérogènes (13,2 %), prairies (10,1 %), zones humides intérieures (4 %), eaux continentales (3,1 %), zones urbanisées (1,9 %). L'évolution de l’occupation des sols de la commune et de ses infrastructures peut être observée sur les différentes représentations cartographiques du territoire : la carte de Cassini (XVIIIe siècle), la carte d'état-major (1820-1866) et les cartes ou photos aériennes de l'IGN pour la période actuelle (1950 à aujourd'hui).

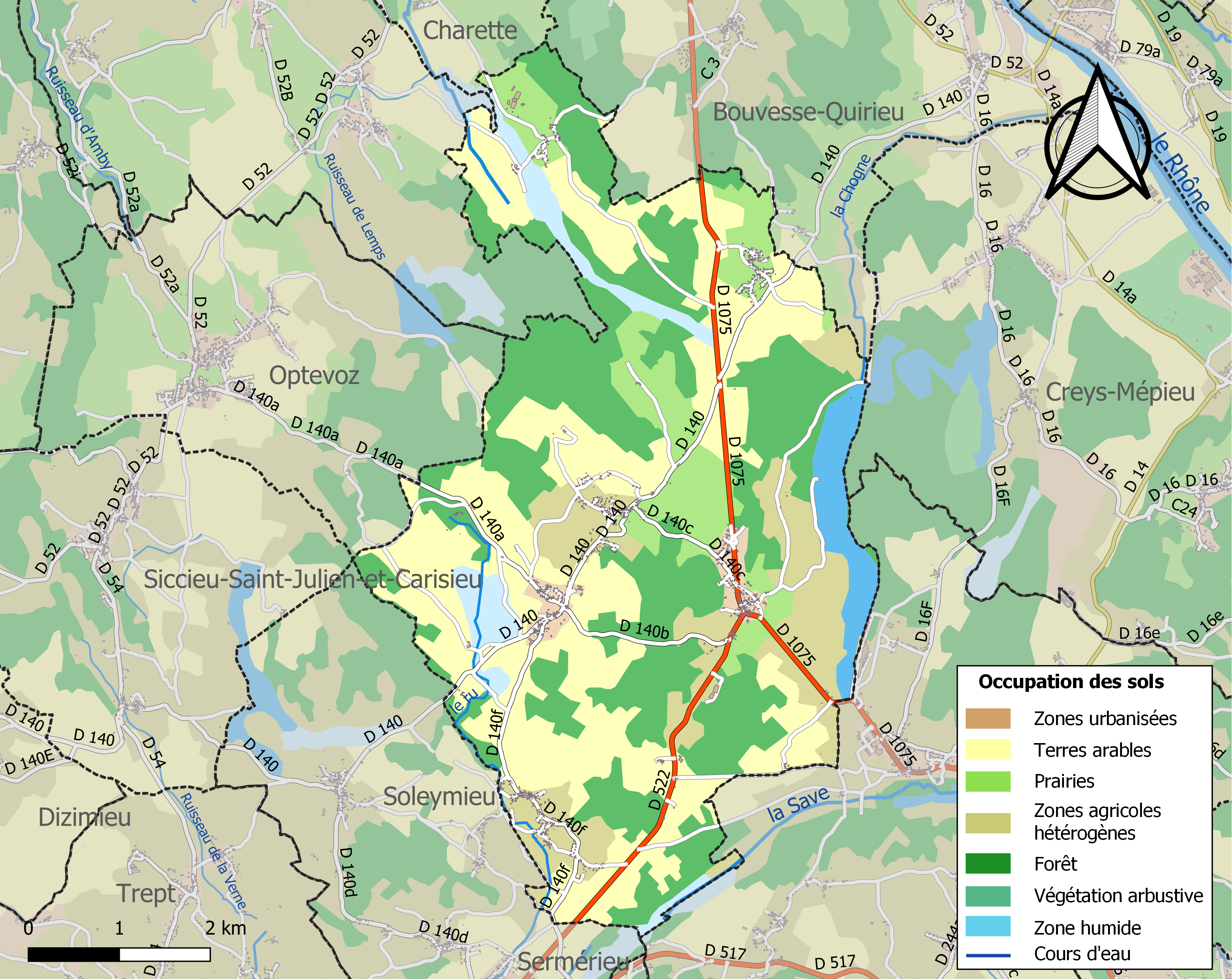
Carte des infrastructures et de l'occupation des sols de la commune en 2018 (CLC).

### Risques naturels et technologiques

#### Risques sismiques
L'ensemble du territoire de la commune de Courtenay est situé en zone de sismicité no 3 (sur une échelle de 1 à 5), comme la plupart des communes de son secteur géographique.
| Type de zone | Niveau            | Définitions (bâtiment à risque normal) |
| ------------ | ----------------- | -------------------------------------- |
| Zone 3       | Sismicité modérée | accélération = 1,1 m/s2                |

## Toponymie
D'aussi loin qu'on se souvienne, s'agissant de Courtenay, on retrouve la terre et sa meilleure culture, puisqu'il est admis que le nom de Courtenay (en patois local : Cortena), dérive de Curtis : le jardin. D'après les notes de Monsieur Gomot, habitant de Courtenay maintenant décédé, et confirmées par M. Doncieux, conservateur aux archives départementales, le nom de Courtenay viendrait du latin cortenacum que la tradition locale traduit par petits jardins[réf. nécessaire]
en ce qui concerne les hameaux et les lieux-dits :
- Montchalin. Chalin Chalonne, la chal : *calmis qui signifie en plaine : « terrain peu productif, le plus souvent en pré ». Dans les Préalpes et les Alpes : « pâturage en montagne, au-dessus de la limite des forêts, sommet engazonné, souvent d´accès difficile et de végétation maigre »53,54. Il est donné comme pré-indo-européen par certains et comme gaulois par d'autres55.
- Molard : colline
- Faye, le Fayard (Boulieu) : bois de hêtre
- Charmey : bois de charmes
- Rivoire : bois de chênes
- les verchères : pièces de terrain données en dot
- le temple : possession templière
- suffixe ieu : suffixe acum

## Histoire

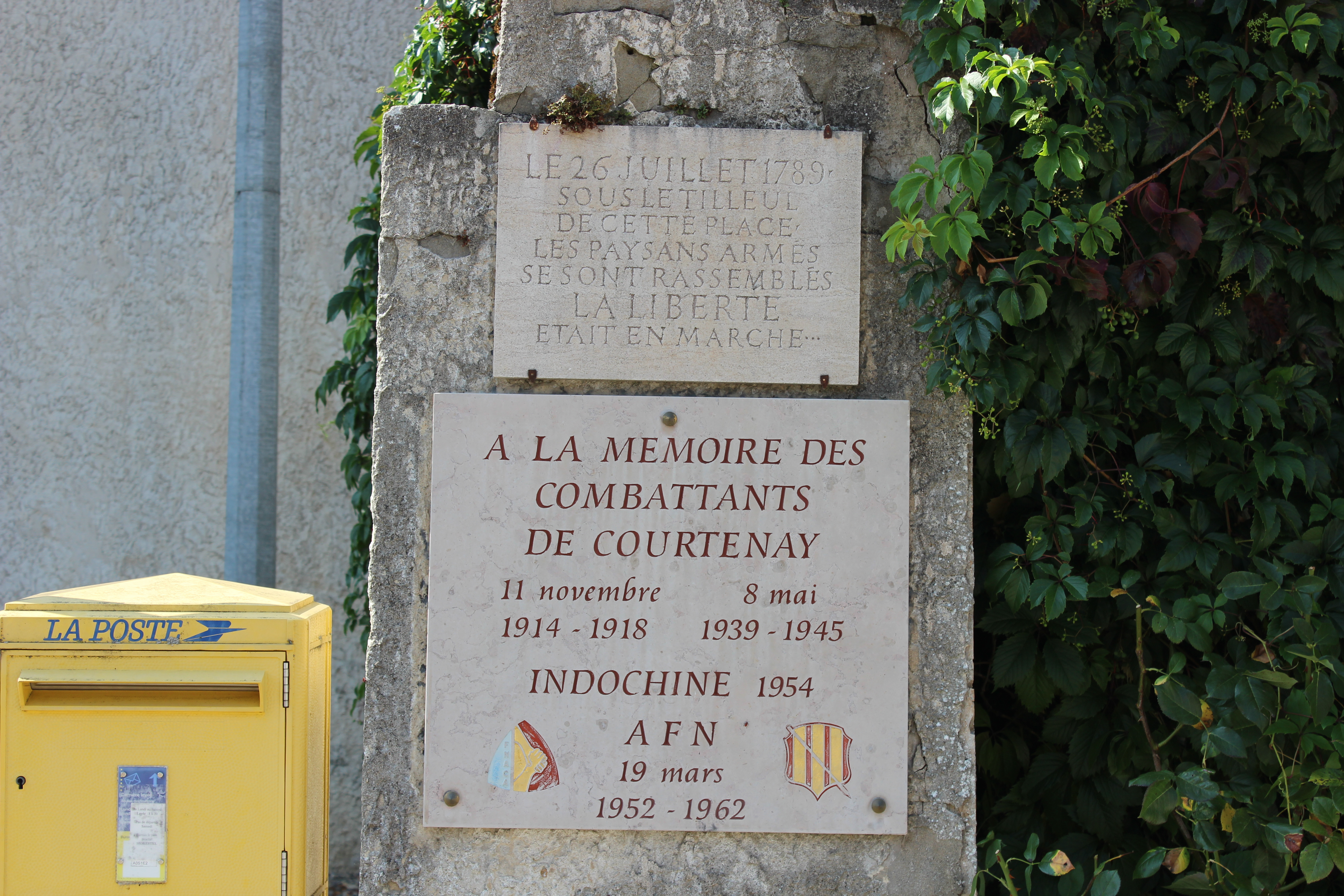
Plaques à la mémoire des anciens combattants dans le village.

Pas moins de six châteaux témoignent du riche passé de cette commune dont les quelque 700 habitants constituent six hameaux disséminés sur 3 200 hectares où la forêt et les étangs occupent une large place.
Le village occupe le sommet d'une butte à la croisée de deux voies romaines reliant Optevoz (huitième borne) à Aoste, Bourgoin et Vienne. C'était un oppidum romain. Un autel sacrificiel fut retrouvé à l'emplacement de l'église actuelle.
Si une famille royale au XIe siècle a pris le nom de Courtenay dans le Loiret, elle n'a donc absolument aucun lien avec Courtenay en Isère, ni avec les Courtenay d'Angleterre. Ces derniers sont issus de la branche royale, à la suite des services rendus à Henry Plantagenet, duc d'Anjou, futur roi Henri II d'Angleterre, par Reginald de Courtenay (1125-1190).

## Politique et administration

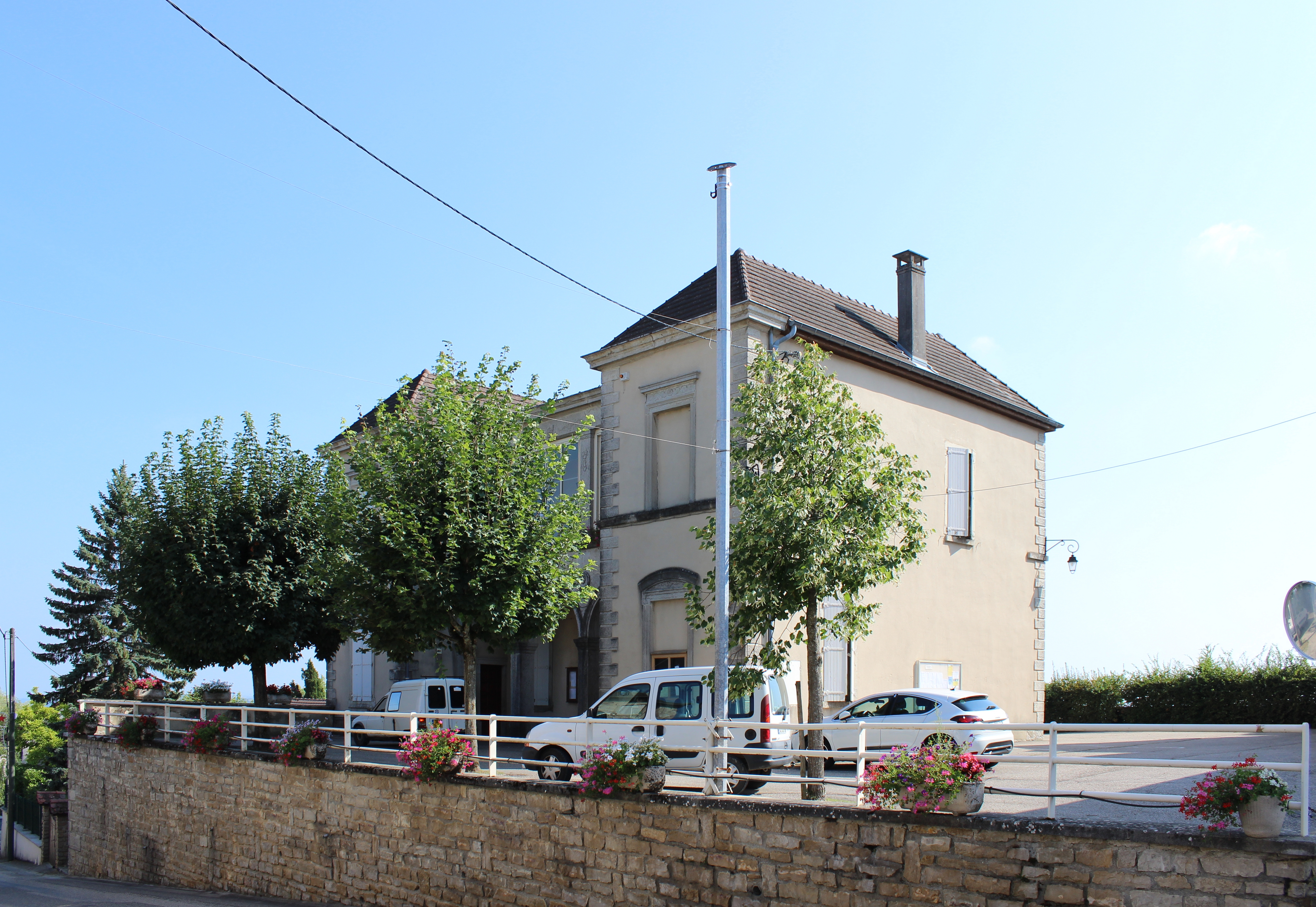
La mairie.

### Liste des maires
| Période                                  | Période      | Identité                          | Étiquette | Qualité  |
| ---------------------------------------- | ------------ | --------------------------------- | --------- | -------- |
| 1790                                     | 1795         | Joseph Bouvier                    |           |          |
| décembre 1791                            | mars 1792    | Guy Revol                         |           |          |
| 1795                                     | 1798         | Joseph Mermet                     |           |          |
| 1798                                     | 1805         | Joseph Gros                       |           |          |
| 1805                                     | 1816         | Jean François Gros                |           |          |
| 1816                                     | 1819         | Joseph Mermet                     |           |          |
| 1819                                     | 1824         | Joseph Marie Gros                 |           |          |
| 1824                                     | 1831         | Auguste Badin                     |           |          |
| 1831                                     | 1833         | Joseph Marie Gros                 |           |          |
| 1833                                     | 1848         | Auguste Badin                     |           |          |
| février 1848                             | août 1848    | Étienne Bourgey                   |           |          |
| 1848                                     | 1853         | Roch Mermet                       |           |          |
| 1853                                     | 1870         | Auguste Grubis de L'Isle          |           |          |
| 1870                                     | 1876         | Alphonse Philibert Louis Contamin |           |          |
| 1876                                     | 1881         | François Rappillard               |           |          |
| 1881                                     | 1884         | Joseph Aimé Lombard de Montchalin |           |          |
| mai 1884                                 | juillet 1884 | François Rappillard               |           |          |
| 1884                                     | 1900         | François Bertrand                 |           |          |
| 1900                                     | 1908         | Jean Claude Gonin                 |           |          |
| 1908                                     | 1912         | Jean Claude Moyne Berthon         |           |          |
| 1912                                     | 1914         | Jean Claude Gonin                 |           |          |
| 1914                                     | 1919         | François Giroud                   |           |          |
| 1919                                     | 1929         | Pierre Souillet Désert            |           |          |
| 1929                                     | 1939         | Ferdinand Bouvet                  |           |          |
| 1939                                     | 1953         | Auguste Flamand                   |           |          |
| 1953                                     | 1963         | Frédéric Bouvet                   |           |          |
| 1963                                     | 1971         | Louis Moyne Bressand              |           |          |
| 1971                                     | 1977         | Georges Bouvet                    |           |          |
| mars 1983                                | mars 2001    | Ernest Berthet                    | PCF       |          |
| mars 2001                                | 2020         | Marcel Tournier                   | FG        | Retraité |
| 2020                                     | En cours     | Stéphane Lefevre                  |           |          |
| Les données manquantes sont à compléter. |              |                                   |           |          |

## Population et société

### Démographie
L'évolution du nombre d'habitants est connue à travers les recensements de la population effectués dans la commune depuis 1793. Pour les communes de moins de 10 000 habitants, une enquête de recensement portant sur toute la population est réalisée tous les cinq ans, les populations de référence des années intermédiaires étant quant à elles estimées par interpolation ou extrapolation. Pour la commune, le premier recensement exhaustif entrant dans le cadre du nouveau dispositif a été réalisé en 2008.

En 2022, la commune comptait 1 288 habitants, en évolution de +0,94 % par rapport à 2016 (Isère : +3,07 %, France hors Mayotte : +2,11 %).
| 1793  | 1800  | 1806  | 1821  | 1831  | 1836  | 1841  | 1846  | 1851  |
| ----- | ----- | ----- | ----- | ----- | ----- | ----- | ----- | ----- |
| 1 130 | 1 138 | 1 178 | 1 290 | 1 395 | 1 301 | 1 337 | 1 468 | 1 409 |

| 1856  | 1861  | 1866  | 1872  | 1876  | 1881  | 1886  | 1891  | 1896  |
| ----- | ----- | ----- | ----- | ----- | ----- | ----- | ----- | ----- |
| 1 354 | 1 291 | 1 330 | 1 224 | 1 177 | 1 150 | 1 156 | 1 139 | 1 046 |

| 1901  | 1906  | 1911 | 1921 | 1926 | 1931 | 1936 | 1946 | 1954 |
| ----- | ----- | ---- | ---- | ---- | ---- | ---- | ---- | ---- |
| 1 060 | 1 027 | 980  | 876  | 849  | 737  | 739  | 720  | 713  |

| 1962 | 1968 | 1975 | 1982 | 1990 | 1999 | 2006  | 2008  | 2013  |
| ---- | ---- | ---- | ---- | ---- | ---- | ----- | ----- | ----- |
| 635  | 608  | 550  | 637  | 667  | 739  | 1 041 | 1 128 | 1 268 |

| 2018  | 2022  | - | - | - | - | - | - | - |
| ----- | ----- | - | - | - | - | - | - | - |
| 1 275 | 1 288 | - | - | - | - | - | - | - |

### Enseignement
La commune est rattachée à l'académie de Grenoble.

## Culture et patrimoine

### Lieux et monuments

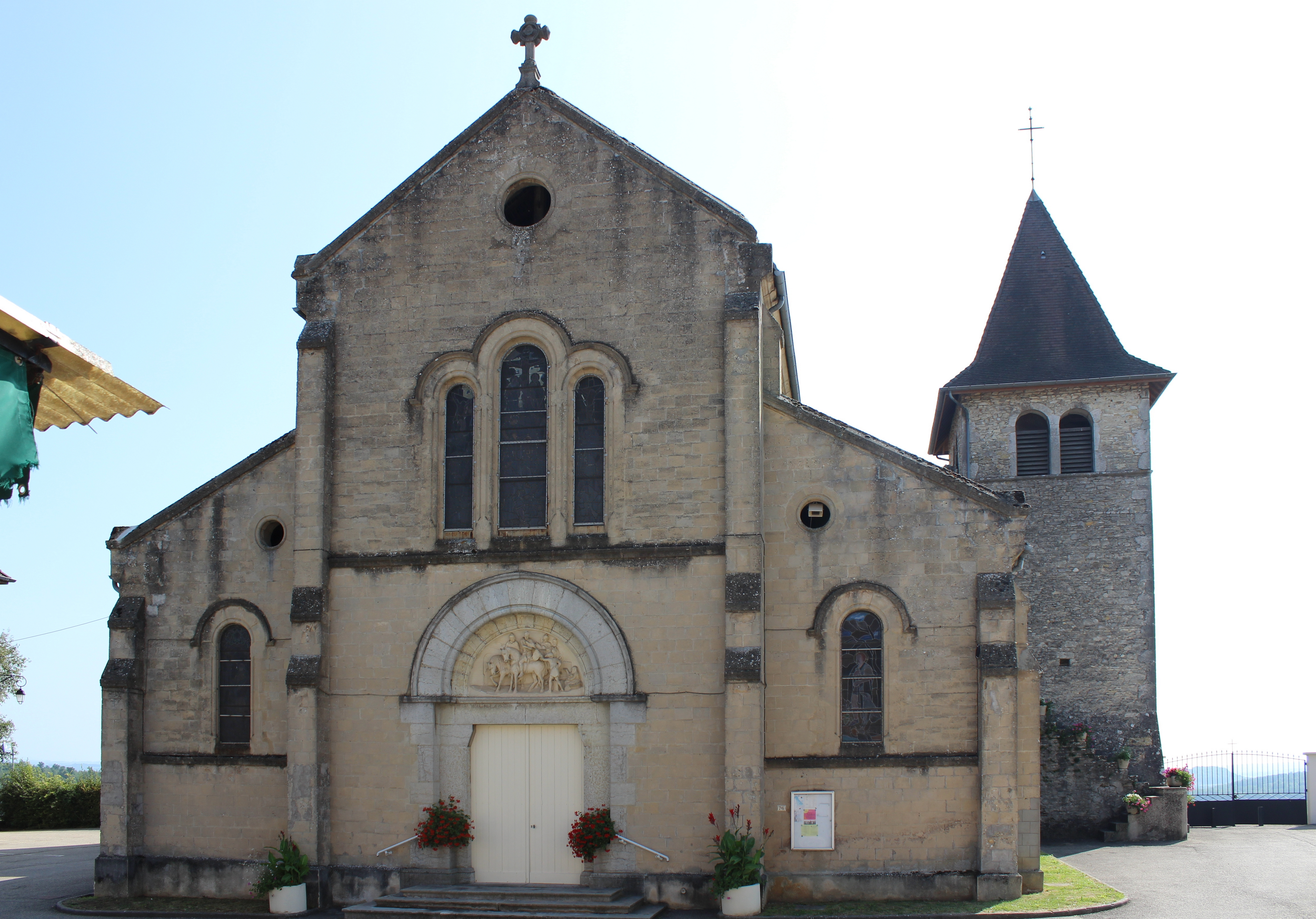
La façade de l'église.

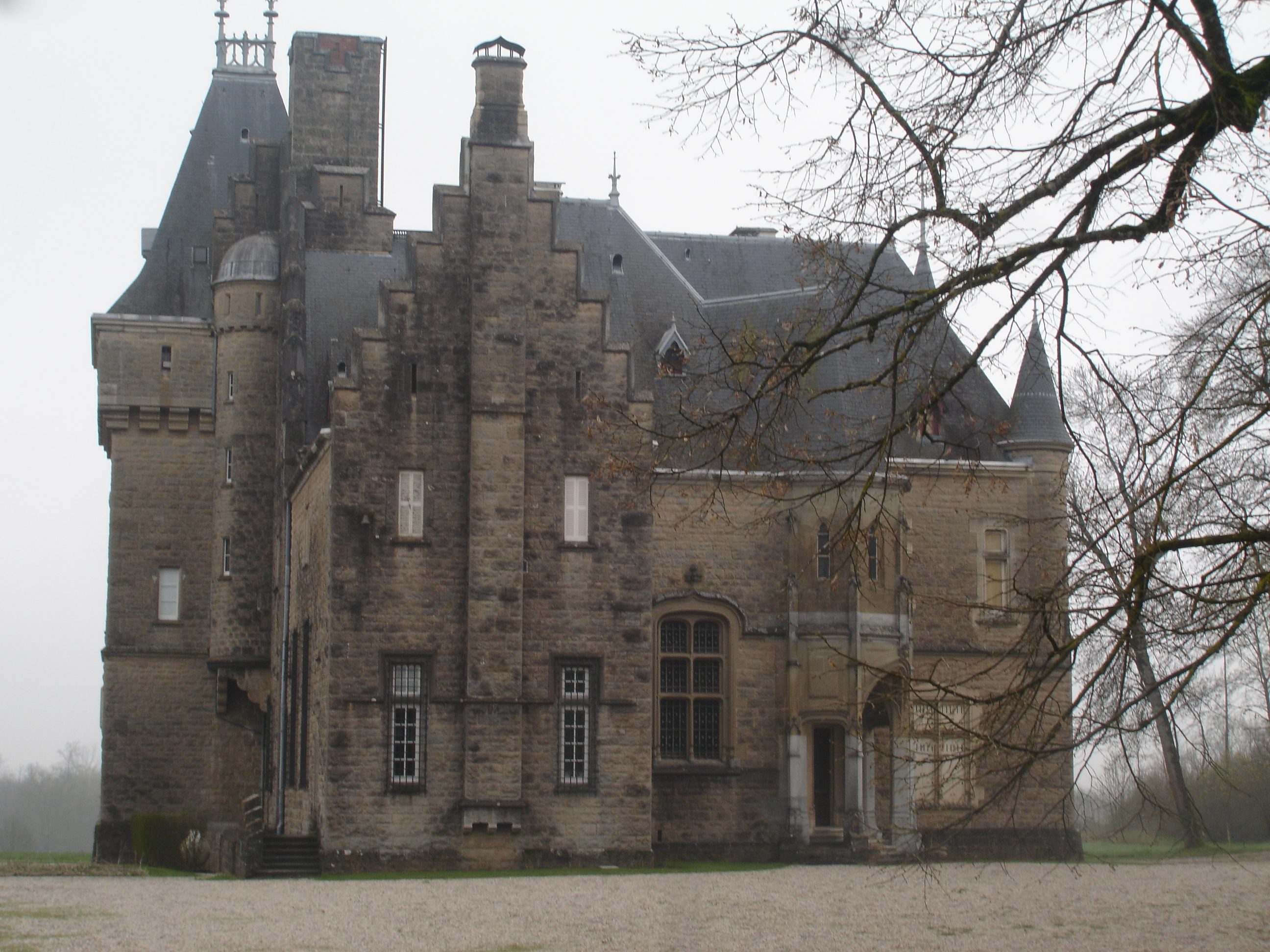
Le château de Lancin.

#### Château de Lancin
Le château de Lancin a été construit à la fin du XIXe siècle par M. Caquet d'Avaize en style néo-classique, fait l'objet d'une inscription au titre des monuments historiques par arrêté du 12 juin 2014 : sont protégés le château en totalité, les façades, les toitures des communs et des écuries et une partie du parc du domaine où le système hydraulique est encore présent.

#### Chapelle Saint-Roch
La Chapelle Saint-Roch, de style gothique, a été édifiée en 1528 par la famille de La Balme.

#### Autres bâtiments et lieux
- Château de Chanizieu, avec ses tours rondes et ses échauguettes
- Château de Montchalin, du XIVe au XVIIIe siècle[22], avec ses tours rondes crénelées.
- Ancien château de Tirieu
- L'église paroissiale Saints-Martin-et-Roch de style classique construite en 1907, au village.
- Villa La Fontaine à Tirieu
- La mairie du Village, construite en 1933
- Ancien hôtel Barral à Tirieu
- Maisons anciennes en pierre à Poleyrieu
- Fontaine à Tirieu
- Ancienne école qui a donné son nom au quartier, à Tirieu
- La commune compte de nombreux étangs, en particulier l'étang de Salette, l'étang de Caramond et l'étang de Prailles.

### Personnalités liées à la commune
- Famille Boussin dite Crozat. Arrive de l'Anjou vers les années 1600 et s'installe au château de Chanizieu. Jean qui, est né en 1575, devient le seigneur du lieu. Son fils qui, devient chirurgien d'épidémie, épousera une Bathéon. Les Bathéon, qui seront par la suite de Vertrieu, sont, en l'époque des futainiers. Nos Boussin en plus de leur seigneurie s'occupent de commerce de toile et il y a union entre ses deux familles. La suite de la dynastie s'établit à Lyon et va jouer un rôle important tant sur le plan de la politique locale que dans le monde de la finance. Ils porteront le patronyme de Lacroix et deviendront de Lacroix Laval à l'achat du domaine de Laval à Marcy l'Etoile près de Lyon.

### Héraldique
|  | Courtenay (Isère) possède des armoiries dont l'origine et le blasonnement exact ne sont pas disponibles. |